# Episodi di Pappa e ciccia (prima stagione)
La prima stagione della serie televisiva Pappa e ciccia, venne trasmessa negli Stati Uniti sulla ABC dal 18 ottobre 1988 al 2 maggio 1989.
In Italia, venne trasmessa su Canale 5 dal 12 ottobre 1992.
| n° | Titolo originale                  | Titolo italiano  | Prima TV USA     | Prima TV Italia |
| -- | --------------------------------- | ---------------- | ---------------- | --------------- |
| 1  | Life and Stuff                    |                  | 18 ottobre 1988  | 1992            |
| 2  | We're in the Money                | Arrivano i soldi | 25 ottobre 1988  | 1992            |
| 3  | D-I-V-O-R-C-E                     |                  | 1º novembre 1988 | 1992            |
| 4  | Language Lessons                  |                  | 22 novembre 1988 | 1992            |
| 5  | Radio Days                        |                  | 29 novembre 1988 | 1992            |
| 6  | Lovers' Lane                      |                  | 6 dicembre 1988  | 1992            |
| 7  | The Memory Game                   |                  | 13 dicembre 1988 | 1992            |
| 8  | Here's to Good Friends            |                  | 20 dicembre 1988 | 1992            |
| 9  | Dan's Birthday Bash               |                  | 3 gennaio 1989   | 1992            |
| 10 | Saturday                          |                  | 10 gennaio 1989  | 1992            |
| 11 | Canoga Time                       |                  | 17 gennaio 1989  | 1992            |
| 12 | The Monday Thru Friday Show       |                  | 24 gennaio 1989  | 1992            |
| 13 | Bridge Over Troubled Sonny        |                  | 31 gennaio 1989  | 1992            |
| 14 | Father's Day                      |                  | 7 febbraio 1989  | 1992            |
| 15 | Nightmare on Oak Street           |                  | 14 febbraio 1989 | 1992            |
| 16 | Mall Story                        |                  | 21 febbraio 1989 | 1992            |
| 17 | Becky's Choice                    |                  | 28 febbraio 1989 | 1992            |
| 18 | The Slice of Life                 |                  | 7 marzo 1989     | 1992            |
| 19 | Workin' Overtime                  |                  | 14 marzo 1989    | 1992            |
| 20 | Toto, We're Not in Kansas Anymore |                  | 28 marzo 1989    | 1992            |
| 21 | Death and Stuff                   |                  | 11 aprile 1989   | 1992            |
| 22 | Dear Mom and Dad                  |                  | 18 aprile 1989   | 1992            |
| 23 | Let's Call It Quits               |                  | 2 maggio 1989    | 1992            |